# Oragua discoidula
Oragua discoidula är en insektsart som först beskrevs av Henry Fairfield Osborn 1926.  Oragua discoidula ingår i släktet Oragua och familjen dvärgstritar. Inga underarter finns listade i Catalogue of Life.